# Moratalla
Moratalla egy község Spanyolországban, Murciában. Moratalla Caravaca de la Cruz, Puebla de Don Fadrique, Nerpio, Letur, Socovos, Hellín, Calasparra és Cehegín községekkel határos. Lakosainak száma 7593 fő (2024).

## Népesség
A település népessége az elmúlt években az alábbi módon változott:
| Lakosok száma | 8436 | 8549 | 8379 | 8455 | 8290 | 8219 | 8048 | 7839 | 7753 | 7593 |
|               | 2001 | 2004 | 2007 | 2009 | 2012 | 2014 | 2017 | 2019 | 2022 | 2024 |